# Summit (superordinateur)
Pour les articles homonymes, voir Summit.
Summit (aussi appelé Behold Summit) ou OLCF-4 est un superordinateur américain construit par IBM pour le laboratoire national d'Oak Ridge dans le Tennessee. En juin 2018, il est présenté comme le supercalculateur le plus puissant au monde, pouvant atteindre 143.5 pétaFLOPS.

## Conception
En 2015, lors d’un appel à projets pour des superordinateurs lancé par le département de l'Énergie, le laboratoire national d'Oak Ridge choisit le projet d’IBM pour la conception de Summit.
Behold Summit est basé sur une architecture hybride avec des processeurs IBM POWER9 et des unités de calcul graphique Nvidia ; il est destiné à des applications dans les domaines de l’apprentissage automatique et de l’intelligence artificielle, ainsi qu’à des simulations dans des domaines variés comme la médecine, la biologie ou la physique.
Le superordinateur Sierra, du laboratoire national Lawrence Livermore, est construit sur le même modèle.

## Caractéristiques
- Nœuds de calcul : 4 608[5]
- Processeurs : 2 POWER9 par nœud (9 216 au total)[5],[3]
- Processeurs graphiques : 6 Tesla V100 par nœud (27 648 au total)[5],[3]
- Refroidissement à eau, 15 000 L par minute
- Performance : 135 à 270 pétaFLOPS[1]
- Mémoire vive : 512 Go par nœud[4] (2 359 296 au total)
- Système d’exploitation : Red Hat Enterprise Linux[6]
- Coût : 240 millions d’euros[5]